# Lycosa emuncta
Lycosa emuncta este o specie de păianjeni din genul Lycosa, familia Lycosidae, descrisă de Banks, 1898. Conform Catalogue of Life specia Lycosa emuncta nu are subspecii cunoscute.